# Okułowskaja-1
Okułowskaja-1 (ros. Окуловская-1) – wieś w Rosji, w rejonie wożegodskim obwodu wołogodzkiego. W 2010 r. mieszkała tam jedna osoba.